# Dzień świra
Dzień świra is een Poolse filmkomedie uit 2002 onder regie van Marek Koterski.

## Verhaal
Adaś Miauczyński is een 49-jarige leraar met dwangneuroses. Hij is ontgoocheld over zijn leven en hij wijt zijn ontevredenheid aan foute keuzes die hij heeft gemaakt in het verleden. Adaś wil een gedicht schrijven, maar hij wordt daarbij aldoor gestoord door zijn omgeving.

## Rolverdeling
- Marek Kondrat: Adaś Miauczyński
- Piotr Machalica: Psychoanalyticus
- Janina Traczykówna: Moeder van Adaś
- Andrzej Grabowski: Rączka
- Joanna Sienkiewicz: Ex-vrouw van Adaś